# Errazurizia megacarpa
Errazurizia megacarpa är en ärtväxtart som först beskrevs av Sereno Watson, och fick sitt nu gällande namn av Ivan Murray Johnston. Errazurizia megacarpa ingår i släktet Errazurizia och familjen ärtväxter. Inga underarter finns listade i Catalogue of Life.